# Campeonato Mundial de Atletismo em Pista Coberta de 2018 - Pentatlo feminino
A prova do pentatlo feminino do Campeonato Mundial de Atletismo em Pista Coberta de 2018 ocorreu no dia 2 de março na Arena Birmingham, em Birmingham, no Reino Unido. 

## Recordes
Antes desta competição, os recordes mundiais e do campeonato nesta prova eram os seguintes:
|                       | Nome               | Nacionalidade | Pontos | Local    | Data               |
| --------------------- | ------------------ | ------------- | ------ | -------- | ------------------ |
| Recorde mundial       | Natallia Dobrynska | Ucrânia       | 5.013  | Istambul | 9 de março de 2012 |
| Recorde do campeonato | Natallia Dobrynska | Ucrânia       | 5.013  | Istambul | 9 de março de 2012 |

## Medalhistas
| Ouro                            | Prata             | Bronze                   |
| Katarina Johnson-Thompson (GBR) | Ivona Dadic (AUT) | Yorgelis Rodríguez (CUB) |

## Cronograma
Todos os horários são locais (UTC+0).
| Data       | Hora  | Evento                  |
| ---------- | ----- | ----------------------- |
| 2 de março | 10:18 | 60 metros com barreiras |
| 2 de março | 11:55 | Salto em altura         |
| 2 de março | 13:30 | Arremesso de peso       |
| 2 de março | 18:00 | Salto em distância      |
| 2 de março | 20:17 | 800 metros              |

## Resultados

### 60 metros com barreiras
A prova teve inícios às 10:18 no dia 2 de março. 
| Posição | Bateria | Atleta                    | Nacionalidade  | Tempo | Pontos | Notas                |
| ------- | ------- | ------------------------- | -------------- | ----- | ------ | -------------------- |
| 1       | 2       | Erica Bougard             | Estados Unidos | 8.07  | 1113   |                      |
| 2       | 2       | Kendell Williams          | Estados Unidos | 8.08  | 1111   | Recorde da temporada |
| 3       | 2       | Kateřina Cachová          | Chéquia        | 8.20  | 1084   |                      |
| 4       | 2       | Antoinette Nana Djimou    | França         | 8.29  | 1064   | Recorde da temporada |
| 5       | 1       | Ivona Dadic               | Áustria        | 8.32  | 1057   | Recorde pessoal      |
| 6       | 2       | Katarina Johnson-Thompson | Grã-Bretanha   | 8.36  | 1048   | Recorde da temporada |
| 7       | 2       | Xénia Krizsán             | Hungria        | 8.38  | 1044   | Recorde da temporada |
| 8       | 1       | Lecabela Quaresma         | Portugal       | 8.51  | 1015   | Recorde da temporada |
| 9       | 1       | Caroline Agnou            | Suíça          | 8.56  | 1004   |                      |
| 10      | 1       | Yorgelis Rodríguez        | Cuba           | 8.57  | 1002   | Recorde pessoal      |
| 11      | 1       | Eliška Klučinová          | Chéquia        | 8.65  | 984    |                      |
| 12      | 1       | Alina Shukh               | Ucrânia        | 8.85  | 941    | Recorde pessoal      |

### Salto em altura
A prova teve inícios às 11:55 no dia 2 de março. 
| Posição | Grupo | Atleta                    | Nacionalidade  | 1.64 | 1.67 | 1.70 | 1.73 | 1.76 | 1.79 | 1.82 | 1.85 | 1.88 | 1.91 | 1.94 | Resultados | Pontos | Notas                | Total |
| ------- | ----- | ------------------------- | -------------- | ---- | ---- | ---- | ---- | ---- | ---- | ---- | ---- | ---- | ---- | ---- | ---------- | ------ | -------------------- | ----- |
| 1       | A     | Katarina Johnson-Thompson | Grã-Bretanha   | –    | –    | –    | –    | –    | –    | o    | o    | xo   | xo   | xxx  | 1.91       | 1119   |                      | 2167  |
| 2       | A     | Yorgelis Rodríguez        | Cuba           | –    | –    | –    | –    | o    | o    | o    | o    | xo   | xxx  |      | 1.88       | 1080   | Recorde pessoal      | 2082  |
| 3       | A     | Erica Bougard             | Estados Unidos | –    | –    | –    | o    | –    | o    | o    | xo   | xxx  |      |      | 1.85       | 1041   |                      | 2154  |
| 4       | A     | Eliška Klučinová          | Chéquia        | –    | –    | o    | o    | o    | o    | o    | xxx  |      |      |      | 1.82       | 1003   |                      | 1987  |
| 5       | A     | Alina Shukh               | Ucrânia        | –    | –    | –    | o    | xo   | xo   | o    | xxx  |      |      |      | 1.82       | 1003   |                      | 1944  |
| 6       | A     | Ivona Dadic               | Áustria        | –    | o    | o    | o    | xo   | xo   | xxo  | xxx  |      |      |      | 1.82       | 1003   | Recorde da temporada | 2060  |
| 6       | B     | Xénia Krizsán             | Hungria        | o    | –    | o    | o    | o    | xxo  | xxo  | xxx  |      |      |      | 1.82       | 1003   | Recorde pessoal      | 2047  |
| 8       | B     | Kendell Williams          | Estados Unidos | –    | o    | o    | o    | xo   | xxx  |      |      |      |      |      | 1.76       | 928    |                      | 2039  |
| 9       | B     | Lecabela Quaresma         | Portugal       | o    | o    | o    | xxo  | xo   | xxx  |      |      |      |      |      | 1.76       | 928    | Recorde da temporada | 1943  |
| 10      | B     | Caroline Agnou            | Suíça          | o    | o    | xo   | xo   | xxx  |      |      |      |      |      |      | 1.73       | 891    |                      | 1895  |
| 11      | B     | Kateřina Cachová          | Chéquia        | xxo  | o    | o    | xxx  |      |      |      |      |      |      |      | 1.70       | 855    |                      | 1939  |
| 12      | B     | Antoinette Nana Djimou    | França         | o    | o    | xo   | xxx  |      |      |      |      |      |      |      | 1.70       | 855    |                      | 1919  |

### Arremesso de peso
A prova teve inícios às 13:30 no dia 2 de março. 
| Posição | Atleta                    | Nacionalidade  | #1    | #2    | #3    | Resultados | Pontos | Notas                | Total |
| ------- | ------------------------- | -------------- | ----- | ----- | ----- | ---------- | ------ | -------------------- | ----- |
| 1       | Antoinette Nana Djimou    | França         | x     | 15.52 | 14.21 | 15.52      | 896    | Recorde pessoal      | 2815  |
| 2       | Caroline Agnou            | Suíça          | 13.76 | 14.18 | 14.92 | 14.92      | 856    | Recorde pessoal      | 2751  |
| 3       | Eliška Klučinová          | Chéquia        | 14.56 | 14.28 | 14.76 | 14.76      | 845    | Recorde da temporada | 2832  |
| 4       | Ivona Dadic               | Áustria        | 14.27 | 13.77 | 14.05 | 14.27      | 812    | Recorde da temporada | 2872  |
| 5       | Yorgelis Rodríguez        | Cuba           | x     | 13.90 | 14.15 | 14.15      | 804    | Recorde da temporada | 2886  |
| 6       | Lecabela Quaresma         | Portugal       | 13.85 | 13.44 | 14.12 | 14.12      | 802    | Recorde da temporada | 2745  |
| 7       | Alina Shukh               | Ucrânia        | 14.08 | 13.73 | x     | 14.08      | 799    | Recorde da temporada | 2743  |
| 8       | Xénia Krizsán             | Hungria        | 13.88 | 13.50 | 13.40 | 13.88      | 786    |                      | 2833  |
| 9       | Katarina Johnson-Thompson | Grã-Bretanha   | 12.68 | 12.00 | 11.99 | 12.68      | 706    | Recorde pessoal      | 2873  |
| 10      | Erica Bougard             | Estados Unidos | 11.89 | 11.85 | 12.31 | 12.31      | 682    |                      | 2836  |
| 11      | Kateřina Cachová          | Chéquia        | 11.17 | 12.07 | 12.18 | 12.18      | 673    |                      | 2612  |
| 12      | Kendell Williams          | Estados Unidos | x     | 11.58 | 12.13 | 12.13      | 670    |                      | 2709  |

### Salto em distância
A prova teve inícios às 18:00 no dia 2 de março. 
| Posição | Atleta                    | Nacionalidade  | #1   | #2   | #3   | Resultados | Pontos | Notas                | Total |
| ------- | ------------------------- | -------------- | ---- | ---- | ---- | ---------- | ------ | -------------------- | ----- |
| 1       | Katarina Johnson-Thompson | Grã-Bretanha   | 6.50 | 6.43 | 6.50 | 6.50       | 1007   |                      | 3880  |
| 2       | Ivona Dadic               | Áustria        | 6.29 | 6.29 | 6.40 | 6.40       | 975    | Recorde da temporada | 3847  |
| 3       | Kendell Williams          | Estados Unidos | 6.14 | 6.30 | 6.21 | 6.30       | 943    |                      | 3652  |
| 4       | Eliška Klučinová          | Chéquia        | 6.02 | 6.20 | 5.88 | 6.20       | 912    |                      | 3744  |
| 5       | Erica Bougard             | Estados Unidos | x    | 6.06 | 6.18 | 6.18       | 905    |                      | 3741  |
| 6       | Yorgelis Rodríguez        | Cuba           | x    | 6.15 | x    | 6.15       | 896    |                      | 3782  |
| 7       | Antoinette Nana Djimou    | França         | 6.04 | 6.11 | 6.13 | 6.13       | 890    |                      | 3705  |
| 8       | Alina Shukh               | Ucrânia        | 5.75 | x    | 6.09 | 6.09       | 877    |                      | 3620  |
| 9       | Xénia Krizsán             | Hungria        | x    | 6.09 | x    | 6.09       | 877    |                      | 3620  |
| 10      | Lecabela Quaresma         | Portugal       | 6.01 | x    | x    | 6.01       | 853    | Recorde da temporada | 3598  |
| 11      | Caroline Agnou            | Suíça          | 5.67 | 5.87 | 5.96 | 5.96       | 837    |                      | 3588  |
| 12      | Kateřina Cachová          | Chéquia        | x    | 5.80 | 5.94 | 5.94       | 831    |                      | 3443  |

### 800 metros

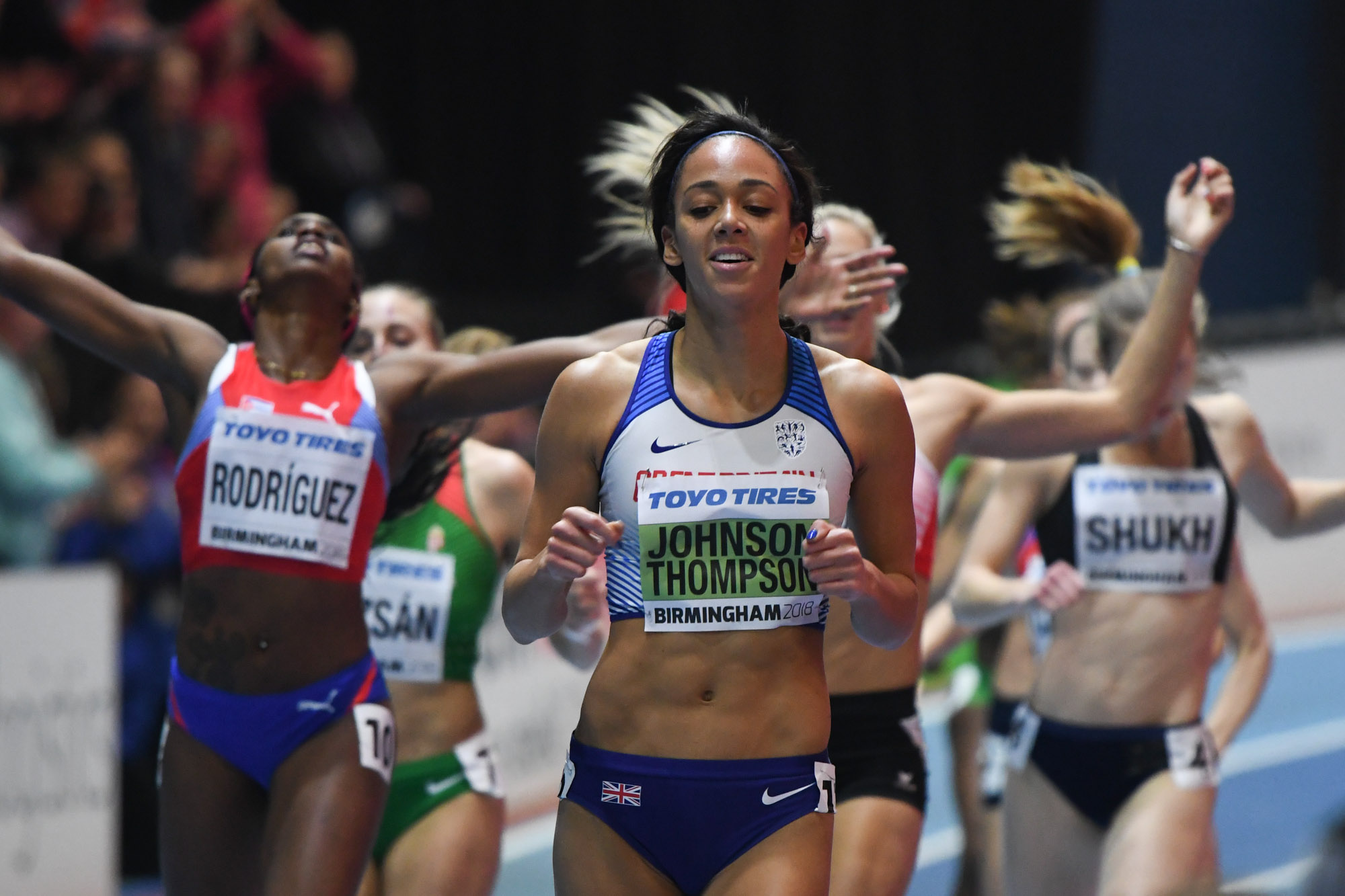
Katarina Johnson-Thompson confirma sua vitória ao vencer o evento final.

A prova teve inícios às 20:17 no dia 2 de março. 
| Posição | Atleta                    | Nacionalidade  | Tempo   | Pontos | Notas |
| ------- | ------------------------- | -------------- | ------- | ------ | ----- |
| 1       | Katarina Johnson-Thompson | Grã-Bretanha   | 2:16.63 | 870    |       |
| 2       | Yorgelis Rodríguez        | Cuba           | 2:17.70 | 855    |       |
| 3       | Ivona Dadic               | Áustria        | 2:17.82 | 853    |       |
| 4       | Xénia Krizsán             | Hungria        | 2:18.12 | 849    |       |
| 5       | Alina Shukh               | Ucrânia        | 2:18.36 | 846    |       |
| 6       | Kateřina Cachová          | Chéquia        | 2:18.90 | 839    |       |
| 7       | Eliška Klučinová          | Chéquia        | 2:19.16 | 835    |       |
| 8       | Erica Bougard             | Estados Unidos | 2:19.51 | 830    |       |
| 9       | Lecabela Quaresma         | Portugal       | 2:19.85 | 826    |       |
| 10      | Caroline Agnou            | Suíça          | 2:21.08 | 809    |       |
| 11      | Kendell Williams          | Estados Unidos | 2:24.60 | 762    |       |
| 12      | Antoinette Nana Djimou    | França         | DNF     | 0      |       |

## Classificação final
| Colocação         | Atleta                    | Nacionalidade  | 60 m C/B | SA   | AP    | SD   | 800 m   | Total | Notas                |
| ----------------- | ------------------------- | -------------- | -------- | ---- | ----- | ---- | ------- | ----- | -------------------- |
| Medalha de ouro   | Katarina Johnson-Thompson | Grã-Bretanha   | 8.36     | 1.91 | 12.68 | 6.50 | 2:16.63 | 4750  | Recorde da temporada |
| Medalha de prata  | Ivona Dadic               | Áustria        | 8.32     | 1.82 | 14.27 | 6.40 | 2:17.82 | 4700  | Recorde da temporada |
| Medalha de bronze | Yorgelis Rodríguez        | Cuba           | 8.57     | 1.88 | 14.15 | 6.15 | 2:17.70 | 4637  | Recorde nacional     |
| 4                 | Eliška Klučinová          | Chéquia        | 8.65     | 1.82 | 14.76 | 6.20 | 2:19.16 | 4579  |                      |
| 5                 | Erica Bougard             | Estados Unidos | 8.07     | 1.85 | 12.31 | 6.18 | 2:19.51 | 4571  |                      |
| 6                 | Xénia Krizsán             | Hungria        | 8.38     | 1.82 | 13.88 | 6.09 | 2:18.12 | 4559  |                      |
| 7                 | Alina Shukh               | Ucrânia        | 8.85     | 1.82 | 14.08 | 6.09 | 2:18.36 | 4466  |                      |
| 8                 | Lecabela Quaresma         | Portugal       | 8.51     | 1.76 | 14.12 | 6.01 | 2:19.85 | 4424  | Recorde da temporada |
| 9                 | Kendell Williams          | Estados Unidos | 8.08     | 1.76 | 12.13 | 6.30 | 2:24.60 | 4414  |                      |
| 10                | Caroline Agnou            | Suíça          | 8.56     | 1.73 | 14.92 | 5.96 | 2:21.08 | 4397  |                      |
| 11                | Kateřina Cachová          | Chéquia        | 8.20     | 1.70 | 12.18 | 5.94 | 2:18.90 | 4282  |                      |
| 12                | Antoinette Nana Djimou    | França         | 8.29     | 1.70 | 15.52 | 6.13 | DNF     | 3705  |                      |

Legenda
| Recorde mundial       | Recorde mundial (World record)               |                       | Recorde africano                      | Recorde africano (African) |                                           | Q | Classificado por posição (Qualified) |
| Recorde do campeonato | Recorde do campeonato (Championship record)  | Recorde da América    | Recorde da América (Americas)         | q                          | Classificado por melhor tempo (Qualified) |   |                                      |
| Melhor marca do ano   | Melhor marca do ano (World leading)          | Recorde asiático      | Recorde asiático (Asian)              | DNS                        | Não largou (Did not start)                |   |                                      |
| Recorde nacional      | Recorde nacional (National record)           | Recorde europeu       | Recorde europeu (European)            | DNF                        | Não terminou (Did not finish)             |   |                                      |
| Recorde pessoal       | Recorde pessoal do atleta (Personal best)    | Recorde da Oceania    | Recorde da Oceania (Oceania)          | DSQ / DQ                   | Desclassificado (Disqualified)            |   |                                      |
| Recorde da temporada  | Recorde da temporada do atleta (Season best) | Recorde sul-americano | Recorde sul-americano (South America) | NM                         | Sem marca (No mark)                       |   |                                      |